# Раштаттский мир
Рашта́ттский ми́рный догово́р — мирный договор, подписанный 7 марта 1714 года, представлял собой, по сути, часть Утрехтского мира, завершившего Войну за испанское наследство (1701—1714), подписанный между Францией и Австрией. В течение 1713—1714 годов этот договор был подготовлен маршалом Франции Клодом Луи Гектором де Вилларом и австрийским принцем Евгением Савойским. В частности, этот договор покончил с враждой между королём Людовиком XIV и императором Священной Римской империи Карлом VI, которая продолжалась и после того, как конфликт был разрешён в остальных отношениях.